# (I'm A) Stand by My Woman Man
(I'm A) Stand by My Woman Man is een single uit 1976, geschreven door Kent Robbins en uitgevoerd door Ronnie Milsap. (I'm A) Stand by My Woman Man was de zesde nummer 1-hit van Milsap. Het nummer stond 11 weken in de hitlijsten, waarvan 2 weken op de toppositie.
Volgens Milsap werden de componist en tekstschrijver bijna aangeklaagd, omdat de openingmelodie, gespeeld door sessiepianist Hargus "Pig" Robbins, vergelijkbaar was met de intro van Behind Closed Doors van Charlie Rich.

## Hitlijsten
| Hitlijst (1976)                  | Hoogste positie |
| -------------------------------- | --------------- |
| VS Billboard Hot Country Singles | 1               |
| Canadese RPM Country Tracks      | 1               |